# Отрикур
Отрику́р (фр. Autricourt) — коммуна во Франции, находится в регионе Бургундия. Департамент коммуны — Кот-д’Ор. Входит в состав кантона Монтиньи-сюр-Об. Округ коммуны — Монбар.
Код INSEE коммуны — 21034.

## Население
Население коммуны на 2010 год составляло 122 человека.
| 1962 | 1968 | 1975 | 1982 | 1990 | 1999 | 2010 |
| ---- | ---- | ---- | ---- | ---- | ---- | ---- |
| 209  | 160  | 135  | 126  | 137  | 133  | 122  |

## Экономика
В 2010 году среди 75 человек трудоспособного возраста (15—64 лет) 49 были экономически активными, 26 — неактивными (показатель активности — 65,3 %, в 1999 году было 55,6 %). Из 49 активных жителей работали 49 человек (30 мужчин и 19 женщин), безработных не было. Среди 26 неактивных 4 человека были учениками или студентами, 19 — пенсионерами, 3 были неактивными по другим причинам.